# Echipele Campionatului Mondial al Cluburilor FIFA 2006
Acestea sunt Echipele Campionatului Mondial al Cluburilor FIFA 2006.

## Al-Ahly
Antrenor:  Manuel José de Jesus
| Nr. |        | Poziție | Jucător             |
| --- | ------ | ------- | ------------------- |
| 1   | Egipt  | P       | Essam El-Hadary     |
| 2   | Egipt  | F       | Islam El-Shater     |
| 3   | Egipt  | F       | Tarek El-Said       |
| 4   | Egipt  | F       | Emad El-Nahhas      |
| 5   | Egipt  | F       | Ahmad El-Sayed      |
| 6   | Egipt  | F       | Wael Gomaa          |
| 7   | Egipt  | F       | Shady Mohamed       |
| 8   | Egipt  | F       | Ahmad Sedik         |
| 9   | Egipt  | A       | Emad Moteab         |
| 10  | Egipt  | M       | Wael Riad           |
| 11  | Egipt  | F       | Mohamed Abdullah    |
| 12  | Egipt  | F       | Ahmad Shedid Qinawi |
| 13  | Egipt  | M       | Hossam Ashour       |
| 14  | Egipt  | M       | Hassan Mostafa      |
| 15  | Egipt  | F       | Abdulilah Galal     |
| 16  | Ghana  | M       | Akwety Mensah       |
| 17  | Egipt  | M       | Mohamed Shawky      |
| 18  | Egipt  | A       | Osama Hosny         |
| 19  | Egipt  | P       | Amir AbdulHamid     |
| 20  | Egipt  | F       | Mohamed Sedik       |
| 21  | Egipt  | P       | Nader El-Sayed      |
| 22  | Egipt  | A       | Mohamed Aboutreika  |
| 23  | Angola | A       | Flávio              |

## Auckland City FC
Antrenor:  Allan Jones
| Nr. |               | Poziție | Jucător           |
| --- | ------------- | ------- | ----------------- |
| 1   | Noua Zeelandă | P       | Ross Nicholson    |
| 2   | Noua Zeelandă | M       | Jason Hayne       |
| 3   | Noua Zeelandă | F       | Ben Sigmund       |
| 4   | Țara Galilor  | M       | Paul Seaman       |
| 5   | Noua Zeelandă | F       | Jonathan Perry    |
| 6   | Anglia        | M       | Liam Mulrooney    |
| 7   | Noua Zeelandă | F       | James Pritchett   |
| 8   | Noua Zeelandă | M       | Jonathan Smith    |
| 9   | Noua Zeelandă | A       | Paul Urlovic      |
| 10  | Africa de Sud | A       | Grant Young       |
| 11  | Anglia        | M       | Neil Sykes        |
| 12  | Noua Zeelandă | P       | Richard Gillespie |
| 13  | Noua Zeelandă | F       | Cole Tinkler      |
| 14  | Africa de Sud | A       | Keryn Jordan      |
| 15  | Anglia        | F       | Dean Gordon       |
| 16  | Japonia       | M       | Teruo Iwamoto     |
| 17  | Noua Zeelandă | F       | Paul Vodanovich   |
| 18  | Brazilia      | F       | Luiz del Monte    |
| 19  | Noua Zeelandă | M       | Chad Coombes      |
| 20  | Noua Zeelandă | F       | Greg Uhlmann      |
| 21  | Noua Zeelandă | F       | Riki van Steeden  |
| 22  | Scoția        | M       | Bryan Little      |
| 23  | Scoția        | P       | Mark Fulcher      |

## Club América
Antrenor:  Luis Fernando Tena
| Nr. |           | Poziție | Jucător                 |
| --- | --------- | ------- | ----------------------- |
| 1   | Mexic     | P       | Guillermo Ochoa         |
| 2   | Mexic     | F       | Ismael Rodríguez        |
| 3   | Mexic     | F       | José Antonio Castro     |
| 4   | Mexic     | F       | Óscar Rojas             |
| 5   | Mexic     | F       | Duilio Davino           |
| 6   | Mexic     | F       | Diego Cervantes         |
| 7   | Argentina | A       | Claudio López           |
| 8   | Argentina | A       | Matias Vuosso           |
| 9   | Paraguay  | A       | Salvador Cabañas        |
| 10  | Mexic     | M       | Cuauhtemoc Blanco       |
| 11  | Brazilia  | M       | Fabiano                 |
| 12  | Mexic     | P       | Alberto Becerra         |
| 13  | Mexic     | M       | Juan Carlos Mosqueda    |
| 14  | Mexic     | F       | Carlos Infante          |
| 15  | Mexic     | F       | Raúl Salinas            |
| 16  | Chile     | F       | Ricardo Francisco Rojas |
| 17  | Mexic     | M       | Ignacio Torres          |
| 18  | Mexic     | M       | Germán Villa            |
| 19  | Mexic     | M       | Fabian Pena             |
| 20  | Mexic     | M       | Alejandro Arguello      |
| 21  | Mexic     | P       | Armando Navarrete       |
| 22  | Mexic     | M       | Raúl Alvin Mendoza      |
| 23  | Paraguay  | A       | Nelson Cuevas           |

## FC Barcelona
Antrenor:  Frank Rijkaard
| Nr. |               | Poziție | Jucător             |
| --- | ------------- | ------- | ------------------- |
| 1   | Spania        | P       | Víctor Valdés       |
| 2   | Brazilia      | F       | Juliano Belletti    |
| 3   | Brazilia      | M       | Thiago Motta        |
| 4   | Mexic         | F       | Rafael Márquez      |
| 5   | Spania        | F       | Carles Puyol        |
| 6   | Spania        | M       | Xavi                |
| 7   | Islanda       | A       | Eiður Guðjohnsen    |
| 8   | Franța        | A       | Ludovic Giuly       |
| 10  | Brazilia      | A       | Ronaldinho          |
| 11  | Italia        | F       | Gianluca Zambrotta  |
| 12  | Țările de Jos | F       | Gio van Bronckhorst |
| 15  | Brazilia      | F       | Edmílson            |
| 16  | Brazilia      | F       | Sylvinho            |
| 18  | Spania        | A       | Santiago Ezquerro   |
| 20  | Portugalia    | M       | Deco                |
| 21  | Franța        | F       | Lilian Thuram       |
| 22  | Argentina     | A       | Javier Saviola      |
| 23  | Spania        | F       | Oleguer             |
| 24  | Spania        | M       | Andrés Iniesta      |
| 25  | Spania        | P       | Albert Jorquera     |
| 28  | Spania        | P       | Ruben               |
| 31  | Mexic         | A       | Giovanni dos Santos |
| 32  | Spania        | M       | Marc Crosas         |

## Jeonbuk Hyundai Motors
Antrenor:  Choi Gang-Hee
| Nr. |               | Poziție | Jucător         |
| --- | ------------- | ------- | --------------- |
| 1   | Coreea de Sud | P       | Lee Kwang-Suk   |
| 2   | Coreea de Sud | F       | Choi Chul-Soon  |
| 3   | Coreea de Sud | A       | Jung Soo Jong   |
| 4   | Coreea de Sud | F       | Choi Jin-Cheul  |
| 5   | Coreea de Sud | F       | Kim Young Sun   |
| 6   | Coreea de Sud | F       | Kim Hyun Su     |
| 7   | Coreea de Sud | M       | Jang Ji Hyun    |
| 8   | Coreea de Sud | M       | Chung Jung Kwan |
| 9   | Coreea de Sud | M       | Han Je Kwang    |
| 10  | Brazilia      | M       | Botti           |
| 11  | Coreea de Sud | F       | Wang Jung-Hyun  |
| 12  | Coreea de Sud | M       | Jeon Kwang Hwan |
| 13  | Coreea de Sud | M       | Shin Sang Hoon  |
| 14  | Coreea de Sud | M       | Lee Hyun-Seung  |
| 15  | Brazilia      | A       | Ze Carlo        |
| 16  | Coreea de Sud | F       | Lim You-Hwan    |
| 17  | Coreea de Sud | M       | Kim Young Sin   |
| 18  | Coreea de Sud | F       | Heo Hoon Goo    |
| 19  | Coreea de Sud | M       | Kwon Jip        |
| 20  | Coreea de Sud | F       | Kim In Ho       |
| 21  | Coreea de Sud | P       | Kwoun Sun-Tae   |
| 22  | Coreea de Sud | M       | Kim Hyeung Bum  |
| 23  | Coreea de Sud | P       | Sung Kyung-Il   |

## SC Internacional
Antrenor:  Abel Braga
| Nr. |          | Poziție | Jucător             |
| --- | -------- | ------- | ------------------- |
| 1   | Brazilia | P       | Clemer              |
| 2   | Brazilia | F       | Ceará               |
| 3   | Brazilia | F       | Índio               |
| 4   | Brazilia | F       | Fabiano Eller       |
| 5   | Brazilia | M       | Wellington Monteiro |
| 6   | Peru     | F       | Martín Hidalgo      |
| 7   | Brazilia | M       | Alex                |
| 8   | Brazilia | M       | Edinho              |
| 9   | Brazilia | A       | Fernandão           |
| 10  | Brazilia | A       | Iarley              |
| 11  | Brazilia | A       | Alexandre Pato      |
| 12  | Brazilia | P       | Renan               |
| 13  | Brazilia | F       | Ediglê              |
| 14  | Brazilia | M       | Fabinho             |
| 15  | Brazilia | F       | Rubens Cardoso      |
| 16  | Brazilia | M       | Adriano             |
| 17  | Columbia | M       | Fabián Vargas       |
| 18  | Brazilia | A       | Luiz Adriano        |
| 19  | Brazilia | A       | Léo                 |
| 20  | Brazilia | M       | Perdigão            |
| 21  | Brazilia | F       | Élder Granja        |
| 22  | Brazilia | P       | Marcelo Boeck       |
| 23  | Brazilia | A       | Michel              |